# 대전관저고등학교
대전관저고등학교(大田關雎高等學校)는 대한민국 대전광역시 서구 관저동에 있는 공립 고등학교이다.

## 학교 연혁
- 1998년 2월 19일 : 대전관저고등학교 설립 인가
- 1998년 3월 1일 : 초대 심명섭 교장 취임
- 1998년 3월 5일 : 개교 및 제1회 입학(10학급)
- 2003년 : 봉사활동 연구학교 운영(시교육청)
- 2004년 : 사교육비 경감 연구학교 운영(교육인적자원부)
- 2007년 3월 1일 : 특수학급 신설(1학급)
- 2022년 : 인공지능(AI)교육 선도학교 운영
- 2024년 1월 5일 : 제24회 졸업(194명, 총 7,588명)
- 2024년 3월 1일 : 제14대 백지원 교장 취임
- 2024년 3월 4일 : 제27회 입학(9학급)

## 참고 자료
- 대전관저고등학교 - 한국교육학술정보원 학교알리미